# Alba Posse
Alba Posse est une commune (municipio) d'Argentine ainsi que le chef-lieu du département de Veinticinco de Mayo de la province de Misiones.
Elle porte le nom de son fondateur, l'ingénieur agronome Rodolfo Alba Posse.
Son économie est principalement agricole, basée sur des cultures comme le manioc et le tabac.

## Population
La ville comptait 486 habitants en 2010 (481 habitants en 2001), soit une hausse d'environ 6 % par rapport au recensement de 1991 (453 habitants).